# Tim Myers
Timothy Esmonde Myers (ur. 17 września 1990 w Auckland) – nowozelandzki piłkarz występujący na pozycji obrońcy. Zawodnik klubu Waitakere United.

## Kariera klubowa
Myers karierę rozpoczynał w 2007 roku w zespole Waitakere United z ASB Premiership. Od tego czasu zdobył z nim 4 mistrzostwa tych rozgrywek (2008, 2010, 2011, 2012), a także Klubowe mistrzostwo Oceanii w 2008 roku.

## Kariera reprezentacyjna
W 2007 roku Myers znalazł się w drużynie U-17 na Mistrzostwa Świata U-17, zakończone przez Nową Zelandię na fazie grupowej. W pierwszej reprezentacji Nowej Zelandii zadebiutował 4 czerwca 2012 roku w wygranym 2:1 pojedynku eliminacji Mistrzostw Świata 2014 z Papuą-Nową Gwineą.
W tym samym roku został powołany do kadry na Puchar Narodów Oceanii. Zagrał na nim w meczach z Papuą-Nową Gwineą (2:1), a także zremisowanym 1:1 meczu fazy grupowej z Wyspami Salomona oraz wygranym 4:3 spotkaniu o 3. miejsce z tą drużyną.
Myers znalazł się w zespole Nowej Zelandii U-23 na Letnie Igrzyska Olimpijskie 2012.